# Noms de Déu en el judaisme

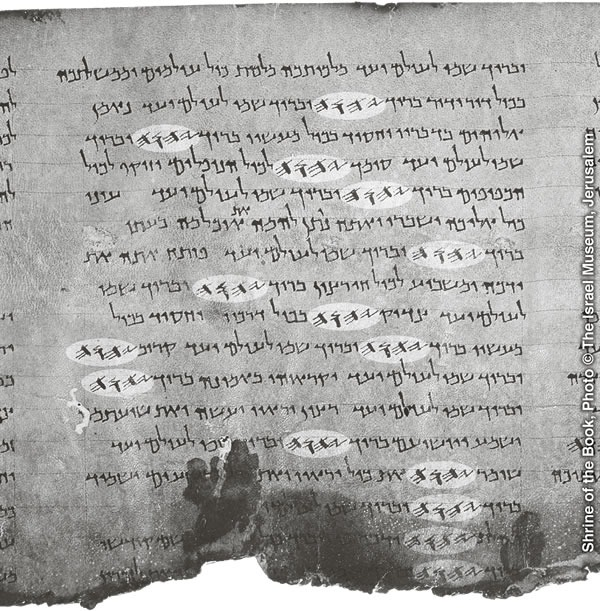
El tetragrama en els manuscrits del Mar Mort escrit en hebreu antic; una de les formes de referir-se a Déu en el judaisme.

En la tradició jueva, es considera que el nom d'una cosa conté part de la seva essència. Per aquesta raó, el nom de Déu és meritori d'un respecte especial.
El nom de Déu, quan s'escriu, s'ha de tractar amb reverència i s'ha de prendre cura de què aquest, un cop escrit, no sigui esborrat ni desfigurat. Està escrit en els textos bíblics amb quatre lletres hebrees Iod (י), He (ה), Vau (ו) i He, formant el tetragrama (tradicionalment conegut, sobretot per als cristians, com a Jehovà, i actualment com a Jahvè). El nom de Déu no es pronuncia, substituint-se durant la pregària per formes alternatives, com ara Haixem o millor, ha-Xem ('el nom', הַשֵּׁם). Un altre dels noms utilitzats és Adonai (en hebreu אֲדֹנָי 'Senyor').
La diversitats de noms que donaren els israelites a Déu es deu a un intent per evitar la condemnació de Levític 24:16:
Qui blasfemi contra el nom del Senyor serà condemnat a mort. Tota la comunitat l'apedregarà. Tant si és un immigrant com si és un nadiu israelita, morirà perquè ha blasfemat contra el nom del Senyor.
Així doncs, en funció del context es fa servir un nom o altre: Adonai, per exemple, és un nom que els jueus fan servir a les pregàries, ja que creuen que pronunciar Jehovà és un pecat. En termes gramàtics Adonai és de nombre plural, essent Adoni la seva versió singular. En aquest cas, el plural equival a una forma respectuosa i no a un plural sintàctic.